# Гендрікс (Оклахома)
Гендрікс (англ. Hendrix) — місто (англ. town) в США, в окрузі Браян штату Оклахома. Населення — 61 особа (2020).

## Географія
Гендрікс розташований за координатами 33°46′31″ пн. ш. 96°24′25″ зх. д. / 33.77528° пн. ш. 96.40694° зх. д. (33.775257, -96.407046).  За даними Бюро перепису населення США в 2010 році місто мало площу 0,31 км², уся площа — суходіл.

## Демографія
Згідно з переписом 2010 року, у місті мешкало 79 осіб у 34 домогосподарствах у складі 20 родин. Густота населення становила 254 особи/км².  Було 40 помешкань (129/км²).
Расовий склад населення:
| - 73,4 % — білих - 12,7 % — чорних або афроамериканців - 7,6 % — корінних американців - 1,3 % — азіатів |

До двох чи більше рас належало 5,1 %. Частка іспаномовних становила 0,0 % від усіх жителів.
За віковим діапазоном населення розподілялося таким чином: 24,1 % — особи молодші 18 років, 56,9 % — особи у віці 18—64 років, 19,0 % — особи у віці 65 років та старші. Медіана віку мешканця становила 34,8 року. На 100 осіб жіночої статі у місті припадало 75,6 чоловіків;  на 100 жінок у віці від 18 років та старших — 93,5 чоловіків також старших 18 років.
Середній дохід на одне домашнє господарство  становив 42 526 доларів США (медіана — 36 250), а середній дохід на одну сім'ю — 55 467 доларів (медіана — 43 750). Медіана доходів становила 41 250 доларів для чоловіків та 28 438 доларів для жінок. За межею бідності перебувало 22,2 % осіб, у тому числі 45,5 % дітей у віці до 18 років та 18,2 % осіб у віці 65 років та старших.
Цивільне працевлаштоване населення становило 27 осіб. Основні галузі зайнятості: роздрібна торгівля — 33,3 %, виробництво — 18,5 %, освіта, охорона здоров'я та соціальна допомога — 18,5 %.